# Xian de Dingxing
Le xian de Dingxing (定兴县 ; pinyin : Dìngxīng Xiàn) est un district administratif de la province du Hebei en Chine. Il est placé sous la juridiction de la ville-préfecture de Baoding.

## Démographie
La population du district était de 548 209 habitants en 1999.